# 性激素
性激素（英語：sex hormone）又稱性类固醇（sex steroid）、促性腺皮质激素（gonadocorticoid）及性腺类固醇（gonadal steroid），是脊椎动物类固醇激素受体相互作用的类固醇激素。性激素包括有雄性激素、雌性激素和孕激素，性激素借助通过核受体的减缓基因组机制以及通过信号级联与细胞膜相关受体的快速非基因机制来传递的。多肽激素黄体生成素 、促卵泡激素和促性腺激素释放激素通常不被视为性激素，尽管它们发挥着与性相关的主要作用。

## 合成
天然的性激素是由生殖腺（卵巢或睾丸）、肾上腺或转化来自于其他器官（如肝脏和脂肪）的其他性激素。

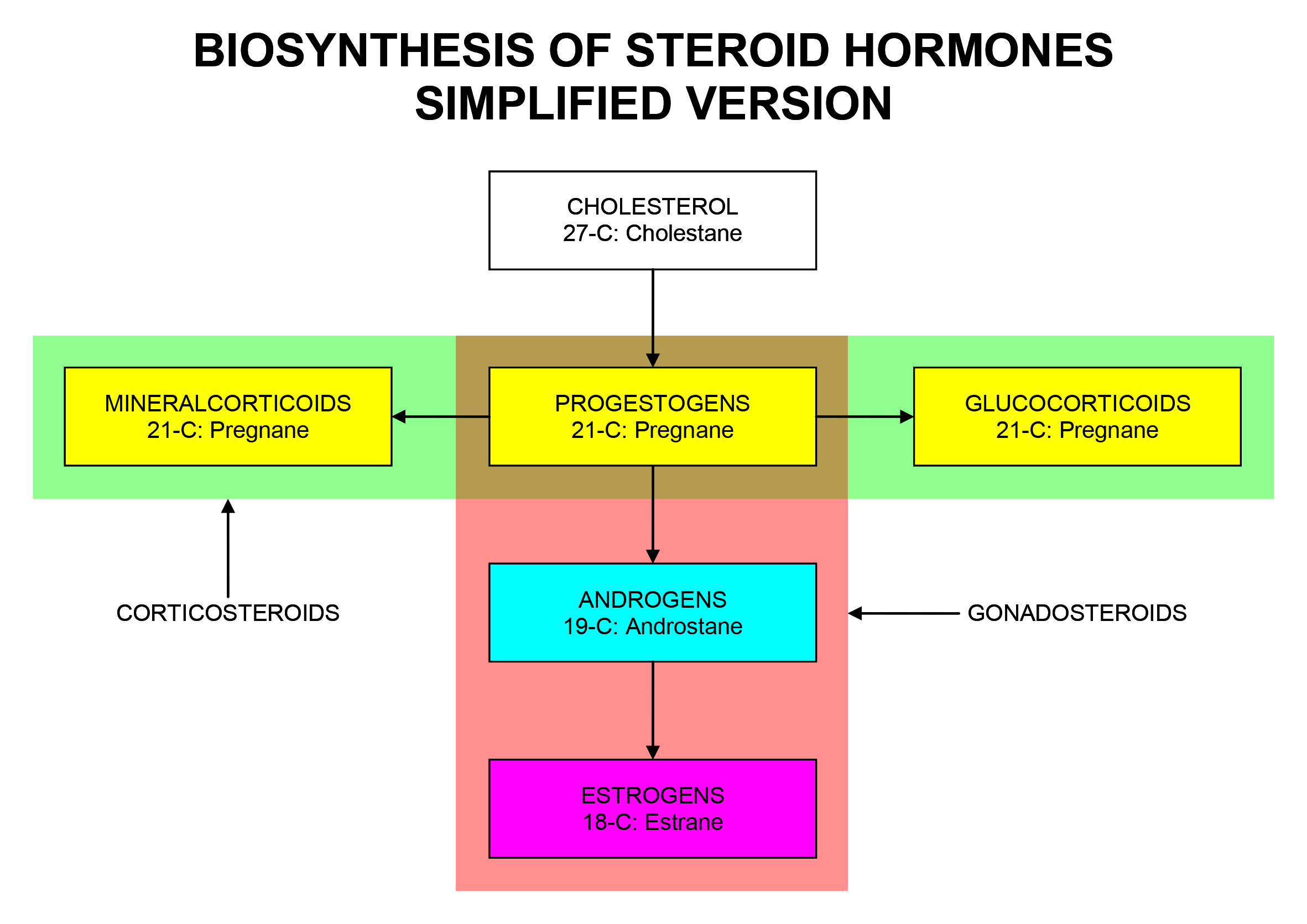
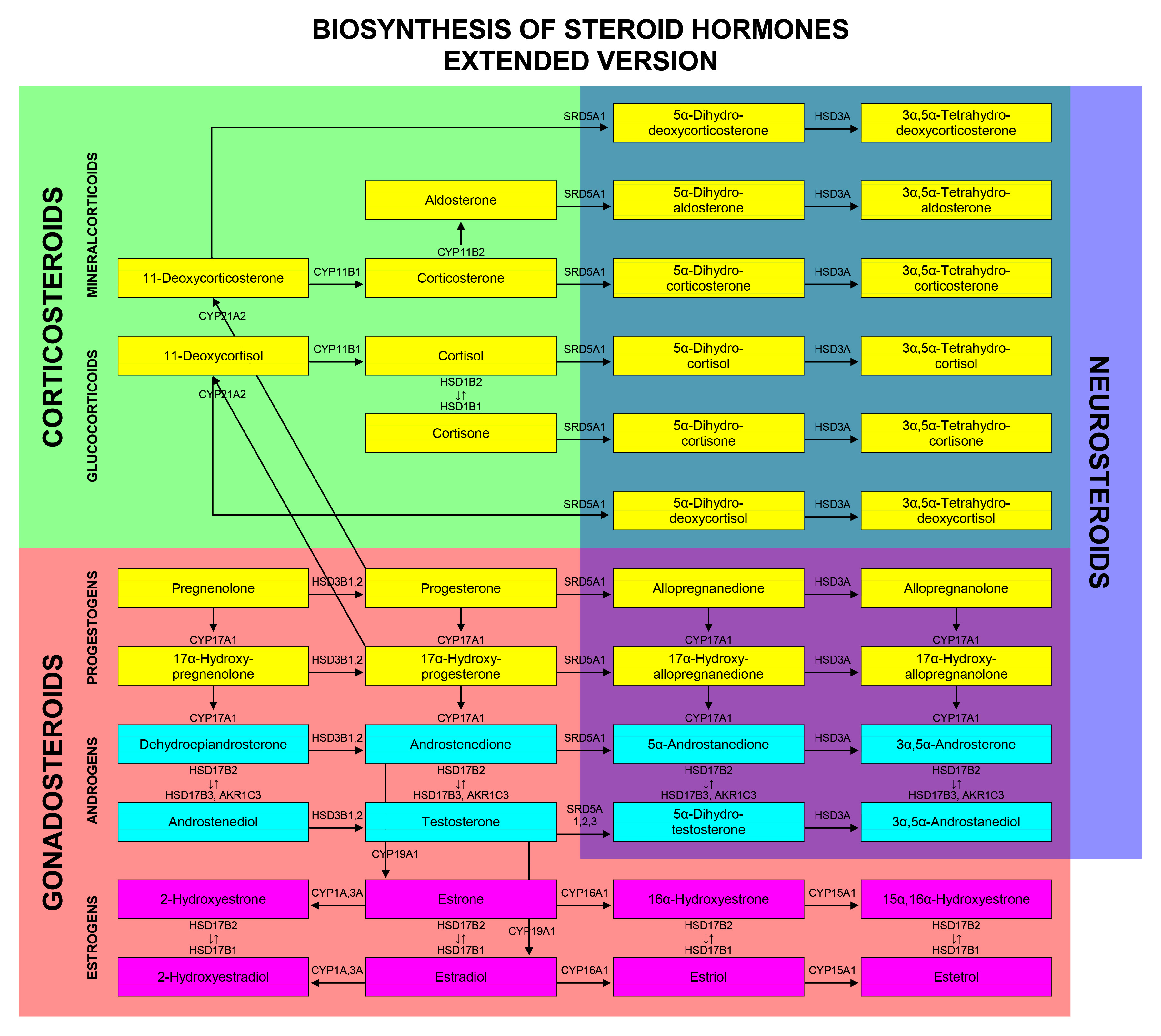
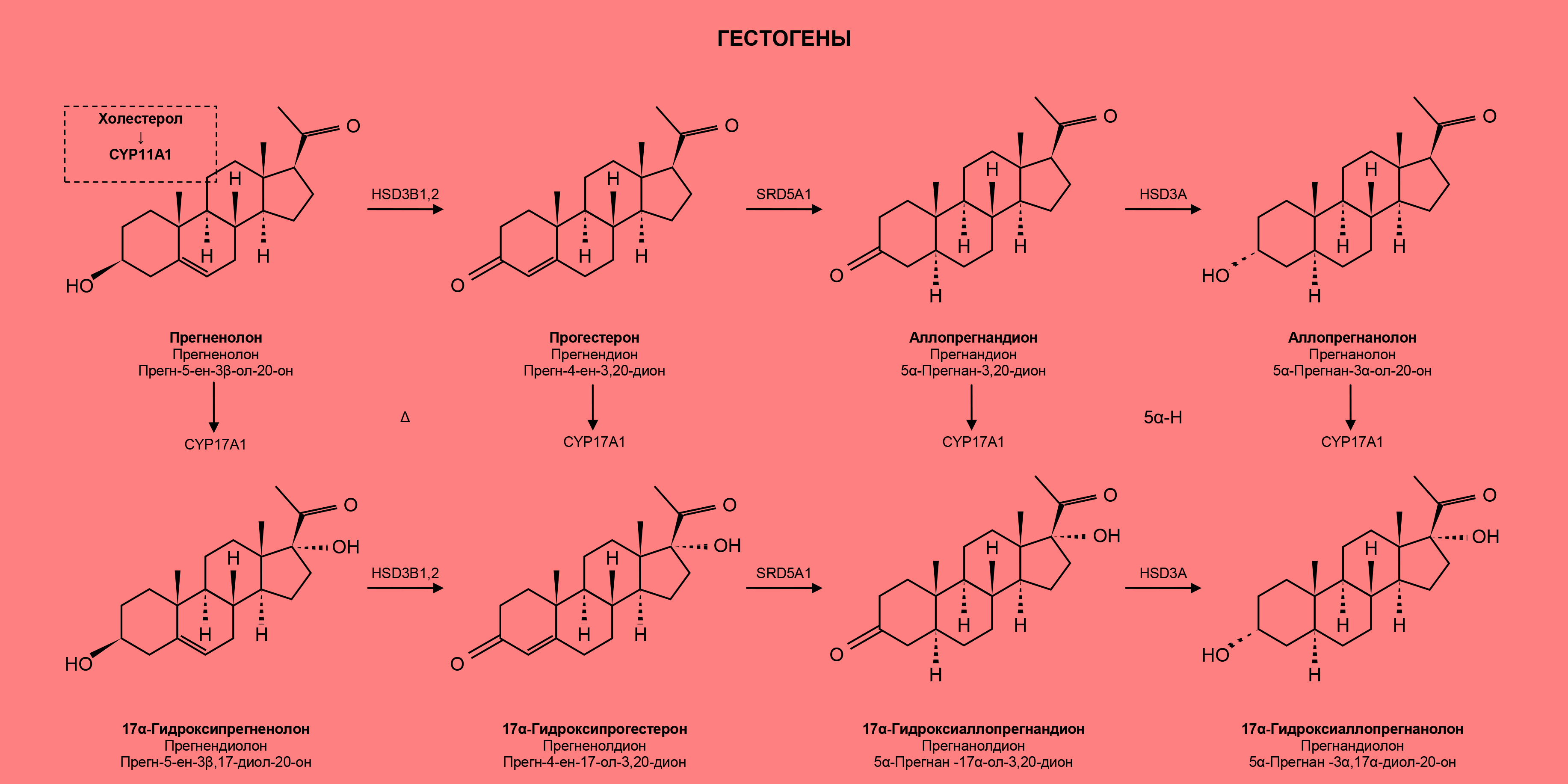
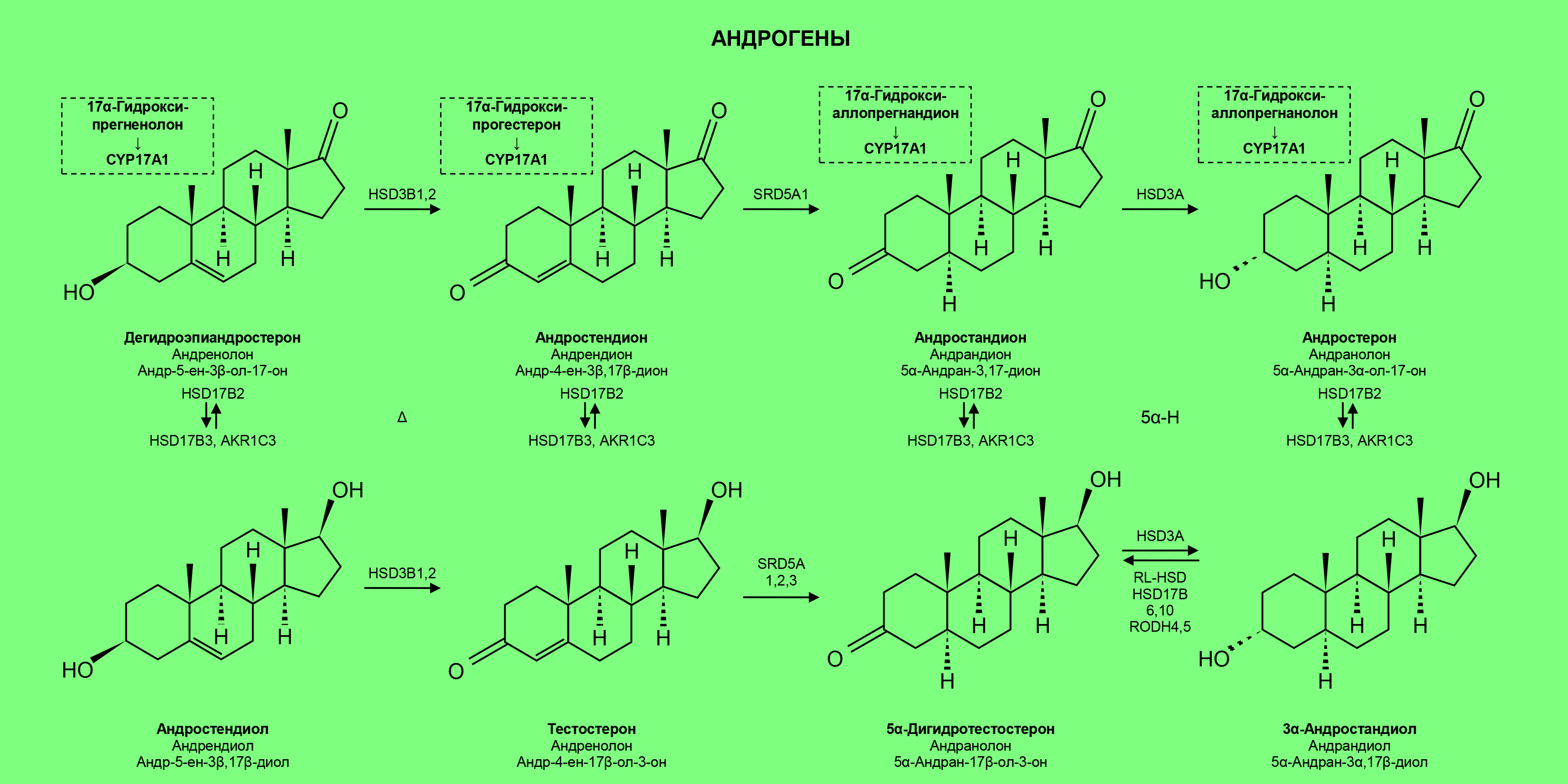
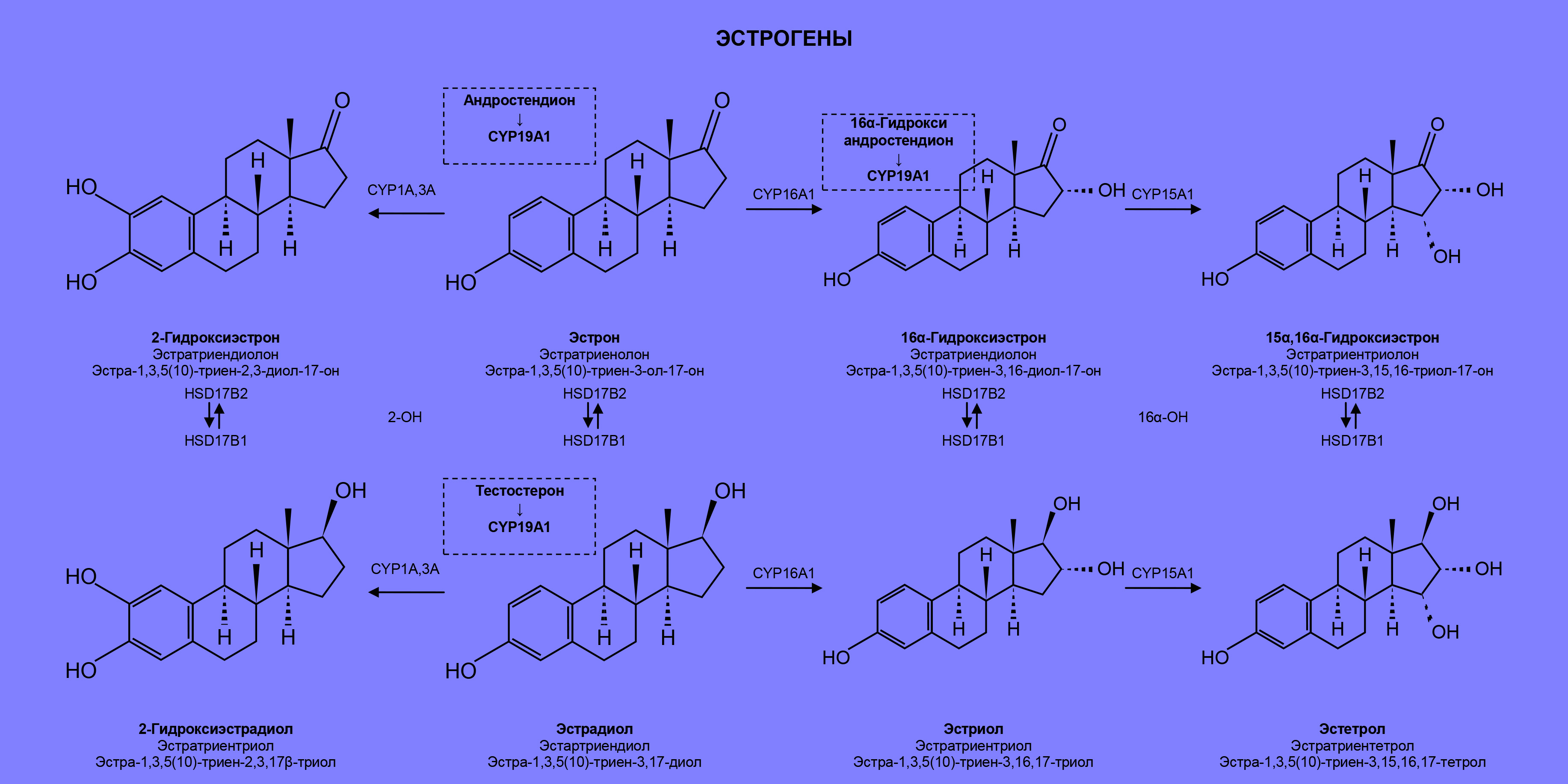

## 种类
在很多情境下，性激素的两个主要分类是雄性激素和雌性激素，其中最重要的人类遗传物质分别是睾酮和雌二醇。在其他情境下孕激素是第三个性激素，区别于只有雄性激素和雌性激素。孕酮是最重要的、也是唯一自然存在于人体的孕激素。通常，雄性激素被认为是“男性的性激素”，因为雄性激素具有男性化的作用，而雌性激素和孕激素被认为是“女性的性激素”，不过在不同性别中都存在不同水平的这些激素。
性激素包括：
- 孕激素
  - 孕酮 → 黄体酮 → 二氢孕酮 → 别孕烷醇酮
  - 17α-羟孕烯醇酮 → 17α-羟孕酮
- 雄性激素
  - 脱氢表雄酮 → 雄烯二酮 → 雄烷二酮 → 雄甾酮
  - 雄烯二醇 → 睾酮 → 双氢睾酮 → 雄烷二醇
- 雌性激素
  - 2-羟基雌酮 → 雌酮 → 16α-羟基雌酮
  - 2-羟基雌二醇 → 雌二醇 → 雌三醇 → 雌四醇

## 人工合成性激素类固醇
当然也存在有人工合成的性激素，人工合成的雄性激素通常被称为类固醇类激素（类固醇类荷尔蒙），人工合成的雌性激素和孕激素是一种用于激素避孕的方法，炔雌醇是一种半人造的雌性激素。具有对类固醇受体部分激动剂活性的特定化合物，因此在某种程度上类似于天然的类固醇激素，这些化合物在需要对某一种细胞类型进行激素治疗的医疗情况下使用，但同时需要限制整个有机体内特定类固醇激素的系统性影响。